# 揖斐長良川水管橋
揖斐長良川水管橋（いびながらがわすいかんきょう）は、三重県桑名市の揖斐川長良川に架かる、木曽川用水の水管橋である。
東名阪自動車道の揖斐長良川橋の上流側に隣接する。橋脚は共通となっている。

## 概要
木曽川用水（下流域）は木曽川馬飼頭首工の愛知県側から取水される。この取水した水（上水道・工業用水・農業用水）を三重県に供給する三重導水であるが、揖斐長良川水管橋はその途中にある。
- 供用：1974年（昭和49年）
- 延長：993.5m（924.5mと記述の資料もある）
- 管径：

φ1,350mm×1連（農業用水）
φ1,800mm×1連（都市用水・上水道）
φ1,800mm×1連（都市用水・工業用水）
- 構造：ランガートラス

## その他
2005年（平成17年）より耐震工事が行なわれており、2009年（平成21年）完成予定である。
油島大橋の下流約2kmにある水管橋は、揖斐川水管橋といい、これは北伊勢工業用水道の単独の水管橋である。

## 隣の橋

### 長良川
（上流） - 東海大橋 - 日原渡船 - 森下渡船 - 長良川大橋 - 揖斐長良川水管橋 -　揖斐長良川橋（東名阪自動車道） - 揖斐・長良川橋梁（関西本線） - 揖斐・長良川橋梁（近鉄名古屋線） - 伊勢大橋（国道1号） - （下流）

### 揖斐川
（上流） - 今尾橋 - 福岡大橋 - 海津橋 - 油島大橋 - 揖斐川水管橋 - 揖斐長良川水管橋 - 揖斐長良川橋（東名阪自動車道）  - 揖斐・長良川橋梁（関西本線） - 揖斐・長良川橋梁（近鉄名古屋線） -　伊勢大橋（国道1号） - （下流）
座標: 北緯35度05分47.4秒 東経136度40分37.8秒 / 北緯35.096500度 東経136.677167度